# Lourdes Peláez
Lourdes Peláez San Gil (Las Palmas de Gran Canaria, 16 maggio 1976) è un'ex cestista spagnola.